# Laya Films
Laya Films fou una productora cinematogràfica creada a Barcelona a principis de novembre de l'any 1936 per iniciativa del Comissariat de Propaganda de la Generalitat republicana, dirigida per Joan Castanyer que havia estat ajudant del director francès Jean Renoir. Jaume Miravitlles, Jaume Carner i Ribalta i Miquel Joseph i Mayol en foren els col·laboradors principals. Els seus estudis cinematogràfics foren inaugurats el 23 de gener de 1937.

## Equip Tècnic
Com a coordinador Joan Castanyer es va fer càrrec d'un grup d'operadors de càmera integrat per Josep Maria Maristany, Sebastià Parera, Manuel Berenguer i Juan Mariné, que exercia d'ajudant. Joan Serra, Antonio Cánovas Gil i Antonio Graciani fill exercien de muntadors recolzats per Conchita Martinez. Ramon Martori s'encarregava de doblar els documentals acompanyat per René Renault com a tècnic de so. Un dels noms propis de Laya Films era el documentalista Ramon Biadiu, que va rebre l'encàrrec de realitzar diferents projectes per a la productora republicana.

## Producció
La productora va contractar la majoria dels reporters cinematogràfics d'altres països que van acudir per fer un seguiment de la Guerra Civil des del punt de vista antifeixista. Durant els anys 1937 i 1938 va realitzar 137 documentals i curts en català sobre la Guerra Civil. Aquesta productora realitzava un resum setmanal, que rebia el nom d'Espanya al dia, i que s'oferia a les sales cinematogràfiques abans de cada pel·lícula. Els documentals mostraven imatges tant del front com de la rereguarda.
A més dels reportatges bèl·lics se'n van realitzar també d'altres, destinats sobretot al públic estranger, que mostraven des de fires d'artesania catalana a diversos processos industrials. Aquests documentals volien donar la imatge d'un poble treballador i pacífic. La majoria d'ells es van realitzar en quatre idiomes: a més del català, traduïen l'espanyol, anglès i al francès. A més, va actuar com a distribuïdora i va ser l'encarregada de portar a Espanya els films produïts a la Unió Soviètica.
Desaparegué a mitjan 1938. El 2002, els materials audiovisuals de la productora van ser recuperats i restaurats per la Filmoteca Espanyola del Ministerio de Cultura i estan digitalitzats i consultables a la Filmoteca de Catalunya. El fons Laya es divideix en 3 blocs:
- Noticiaris: A l'època eren Espanya al dia (català), España al día (castellà), Nouvelles d'Espagne (francès), News of Spain i Spain today (ambdós en anglès). Aquests noticiaris van generar una gran quantitat d'imatges, que després es reaprofitaven per a altres produccions.
- Noticiaris-monogràfics: Aquests segueixen l'estructura del noticiari, però totes les informacions giren a l'entorn d'un únic tema i són muntatges originals de l'època amb unitat d'idioma i estructura.
- Documentals: Són aquelles produccions sobre un tema específic però que no segueixen l'estructura del noticiari, encara que les imatges en puguin provenir.

## Conservació
La major part dels materials de Laya Films s'han perdut a conseqüència d'un bombardeig amb incendi de l'edifici amb dipòsit de films, a la situació política posterior a la guerra civil i la fragilitat del suport original, sobretot de cel·luloide amb nitrat de plata. Es calcula que van aparèixer unes 100 edicions de noticiaris, xifra que equivaldria a entre 900 i 1.000 notícies. De tot el material estudiat fins ara, s'han identificat 447 notícies, de les quals 191 es conserven en muntatges manipulats, 5 incorporades a altres noticiaris, 30 conserven únicament la capçalera i 27 estan identificades en el documental Fuego en España.
Així mateix, títols emblemàtics com Catalunya màrtir, entre d'altres, van ser conservats pel president Tarradellas i d'altres particulars que en van tenir cura durant el franquisme. Una part d'aquest fons ha arribat de manera fragmentària. Es tracta del muntatge de notícies que van sobreviure del noticiari, agrupades i muntades per temàtiques, però sense cap més exigència tècnica. Per tant, en un mateix rotlle ens podem trobar notícies en català, castellà, anglès, francès i fins i tot mudes, amb diferències de llum i so molt notòries.